# فشتا
فشتا (بالألمانية: Vechta) هي بلدة ألمانية تقع في ألمانيا في فشتا. يقدر عدد سكانها بـ 31,250 نسمة .

## المدن التوأمة
مدن سيغوين (تكساس)، Jászberény، Saint-Pol-de-Léon و Starachowice هي مدن توأمة لـفشتا.

## أعلام
- روبن كلارك
- أنسغار برينكمان
- ألبارسلان إرديم
- رولف ديتر برينكمان